# Nicanor Restrepo Giraldo
Nicanor Restrepo Giraldo (Medellín, 15 de junio de 1874-Ibidem, 19 de mayo de 1938) fue un empresario y político colombiano que se desempeñó como primer gobernador del efímero Departamento de Jericó, entre 1908 y 1909. También se desempeñó como alcalde de Medellín de 1904 a 1908, y más tarde de 1924 a 1925. 

## Biografía
Restrepo Giraldo nació en junio de 1871 en Medellín, entonces capital del Estado Soberano de Antioquia, en los Estados Unidos de Colombia, hijo de Lisandro Restrepo Arango y de Dolores Giraldo Gómez. Su madre era hija del héroe de la guerra de Independencia de Colombia, Francisco Giraldo Arias.
Ejerció múltiples cargos públicos; entre 1904 y 1905, por designación del gobernador Benito Uribe Gómez, se desempeñó como Alcalde de Medellín, en 1908, por designación del presidente Rafael Reyes, se convirtió en el primer gobernador del recién creado Departamento de Jericó, para, entre 1924 y 1925, repetir como Alcalde de la capital departamental bajo la administración del gobernador Ricardo Jiménez Jaramillo. También se desempeñó como diputado a la Asamblea Departamental de Antioquia en 1905 y 1913, de la cual llegó a ser secretario, Representante a la Cámara por Antioquia en 1919 y 1925, siendo también secretario de esta corporación, Intendente de Chocó (1921-1922), Gobernador encargado de Antioquia y Secretario de Gobierno de ese departamento hasta el fin de la Hegemonía Conservadora y la llegada al poder del presidente Enrique Olaya Herrera. Fue, en 1927, uno de los fundadores de la Federación Nacional de Cafeteros.
Casado en Medellín en 1900 con Ana Jesús Correa Correa (1875-1953). Nieto suyo fue el Gobernador de Antioquia y Ministro de Minas y Energía, Alberto Vásquez Restrepo.  